# Sabri Boukadoum

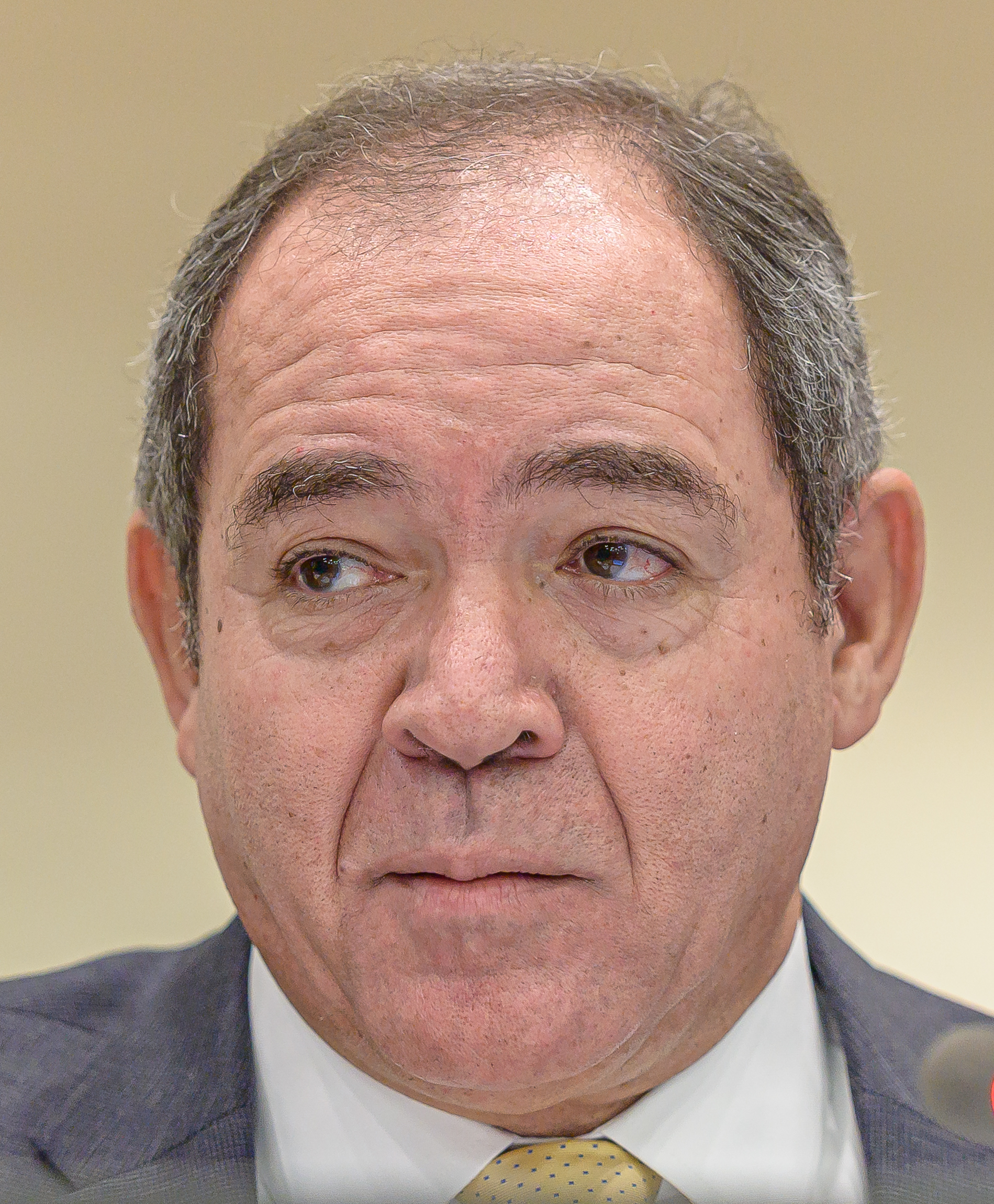
Sabri Boukadoum (2019)

Sabri Boukadoum (Berber: ⵚⴰⴱⵔⵉ ⴱoⵓⴽⴰⴷoⵓⵎ, arabisch صبري بوقادوم, DMG Ṣabrī Būqādūm; * 1. September 1958 in Constantine, Algerien) ist ein algerischer Diplomat und Staatsmann. Seit dem 2. April 2019 ist er als Außenminister Algeriens im Amt.

## Laufbahn
Sabri Boukadoum war von 1987 bis 1988 erster Sekretär der algerischen Botschaft in Ungarn in Budapest, danach von 1988 bis 1992 Berater bei der Ständigen Vertretung Algeriens bei den Vereinten Nationen in New York. Von 1992 bis 1993 war er stellvertretender Direktor für politische Angelegenheiten, UN und Abrüstung im Außenministerium, von 1993 bis Oktober 1995 dann Direktor für politische Angelegenheiten.
Von November 1996 bis September 2001 war er algerischer Botschafter in der Elfenbeinküste. Protokollchef im Ministerium für Auswärtige Angelegenheiten war er von 2001 bis 2005. Von Oktober 2005 bis August 2009 war er algerischer Botschafter in Portugal. Von November 2009 bis Dezember 2013 war er Generaldirektor für die Amerikas im Außenministerium. Im Dezember 2013 wurde er bis zum 31. März 2019 zum ständigen Vertreter Algeriens bei den Vereinten Nationen ernannt.
Sabri Boukadoum war zunächst im algerischen Konsularnetz tätig, insbesondere in den Botschaften des Landes. Von 2013 bis 2019 war er der ständige Vertreter Algeriens am Sitz der Vereinten Nationen in New York.
Er wurde am 2. April 2019 zum Außenminister in der Regierung Bedoui ernannt und löste damit Ramtane Lamamra ab. Am 19. Dezember 2019 wurde er von Präsident Abdelmadjid Tebboune zum Interimspremierminister ernannt. Am 2. Januar 2020 wurde er erneut als Außenminister in die Regierung Djerad berufen.